# كاثرين كومان
كاثرين كومان (بالإنجليزية: Katharine Coman)‏ هي اقتصادية وأستاذة جامعية وكاتِبة أمريكية، ولدت في 23 نوفمبر 1857 في نيوارك في الولايات المتحدة، وتوفيت في 11 يناير 1915 في ويليسلي (ماساتشوستس) في الولايات المتحدة بسبب سرطان الثدي.